# The Rugby Championship 2024
Navigation
The Rugby Championship 2023 The Rugby Championship 2025
Le Rugby Championship 2024 est une compétition de rugby à XV qui oppose les sélections d'Afrique du Sud (Springboks), d'Argentine (Pumas), d'Australie (Wallabies) et de Nouvelle-Zélande (All Blacks). Elle se déroule du 10 août au 28 septembre 2024.
La Nouvelle-Zélande est triple championne en titre depuis l'édition 2020.
À l'issue de la compétition, les doubles champions du monde en titre, les Springboks, remportent celle-ci pour la cinquième fois de leur histoire.

## Contexte et format

### Contexte
L'Afrique du Sud a le statut de championne du monde après leur victoire en finale de la Coupe du monde 2023 contre la Nouvelle-Zélande.
La Nouvelle-Zélande, quant à elle, est triple championne en titre du Rugby Championship depuis 2020.
Les quatre équipes ont un nouveau sélectionneur par rapport à l'édition précédente. L'Afrique du Sud voit le retour de Johan Erasmus à ce poste après avoir occupé celui de directeur du rugby. L'Argentine nomme l'ancien demi d'ouverture Felipe Contepomi à sa tête. Tandis que Joe Schmidt est le nouveau sélectionneur de l'Australie. Enfin, Scott Robertson est le nouvel entraîneur de la Nouvelle-Zélande.

### Format et règlementation
Le format de la compétition revient à six journées par rapport aux trois de l'an dernier en période de Coupe du monde.
Pour cette édition, la SANZAAR met en place des nouvelles règles. L'une de ces nouvelles règles est le carton rouge temporaire de vingt minutes, testé en amont pendant l'été dans le Championnat du monde junior et le Trophée mondial, qui permet de faire rentrer un joueur à la place du sanctionné au bout de vingt minutes en infériorité numérique.
De plus, lors des phases statiques (touche, mêlée), les joueurs n'ont plus que trente secondes pour se préparer. Sinon, au-delà de ce temps, ils sont sanctionnés d'un coup franc à l'encontre de leur équipe. Également en touche, les lancers non droits ne sont plus pénalisés si l'alignement adverse ne monte pas au contre. Lors des phases de mêlée, les demis de mêlée n'ont plus le droit de gêner leurs homologues lors des libérations des mêlées et sont sommés de rester dans leur camp.
Pour les tirs au but, les joueurs ont un temps limité d'une minute pour réaliser ceux-ci.

## Calendrier
Le calendrier des matchs est le suivant :
| 10 août | Suncorp Stadium, Brisbane               | Australie        | 7 - 33  | Afrique du Sud |
| 10 août | Wellington Regional Stadium, Wellington | Nouvelle-Zélande | 30 - 38 | Argentine      |

| 17 août | Eden Park, Auckland  | Nouvelle-Zélande | 42 - 10 | Argentine      |
| 17 août | Perth Stadium, Perth | Australie        | 12 - 30 | Afrique du Sud |

| 31 août | Ellis Park Stadium, Johannesbourg       | Afrique du Sud | 31 - 27 | Nouvelle-Zélande |
| 31 août | Stade Jorge Luis Hirschi (en), La Plata | Argentine      | 19 - 20 | Australie        |

| 7 septembre | Cape Town Stadium, Le Cap                          | Afrique du Sud | 18 - 12 | Nouvelle-Zélande |
| 7 septembre | Stade Brigadier-Général-Estanislao-López, Santa Fe | Argentine      | 67 - 27 | Australie        |

| 21 septembre | Stadium Australia, Sydney                          | Australie | 28 - 31 | Nouvelle-Zélande |
| 21 septembre | Stade Único Madre de Ciudades, Santiago del Estero | Argentine | 29 - 28 | Afrique du Sud   |

| 28 septembre | Wellington Regional Stadium, Wellington | Nouvelle-Zélande | 33 - 13 | Australie |
| 28 septembre | Stade Mbombela, Mbombela                | Afrique du Sud   | 48 - 7  | Argentine |

## Classement
| Rang | Nation               | J | V | N | D | Bo | Bd | Pm  | Pe  | Diff | Pts |
| ---- | -------------------- | - | - | - | - | -- | -- | --- | --- | ---- | --- |
| 1    | Afrique du Sud       | 6 | 5 | 0 | 1 | 3  | 1  | 188 | 94  | +94  | 24  |
| 2    | Nouvelle-Zélande (T) | 6 | 3 | 0 | 3 | 2  | 2  | 175 | 138 | +37  | 16  |
| 3    | Argentine            | 6 | 3 | 0 | 3 | 1  | 1  | 170 | 195 | -25  | 14  |
| 4    | Australie            | 6 | 1 | 0 | 5 | 0  | 1  | 107 | 213 | -106 | 5   |

|  | Vainqueur de la compétition |
|  | T : Tenante du titre 2023.  |

## Acteurs de la compétition

### Joueurs
Cette liste énumère les effectifs des équipes participantes au Rugby Championship 2024. Durant la compétition, les entraîneurs ont la possibilité de faire des changements et de sélectionner de nouveaux joueurs pour des raisons tactiques ou à la suite de blessures.

#### Afrique du Sud
Le 23 juillet, Johan Erasmus dévoile son groupe de trente-trois joueurs retenus pour la compétition. Siya Kolisi est toujours le capitaine de l'équipe. Les principaux absents sont Steven Kitshoff, Franco Mostert et Faf de Klerk qui sont blessés.
Le 20 août, après les deux premières journées, six joueurs supplémentaires sont convoqués : André Esterhuizen, Jaden Hendrikse, Nico Janse van Rensburg, Steven Kitshoff, Canan Moodie et Jasper Wiese. Johan Grobbelaar et Morné van den Berg ne sont pas conservés pour ces échéances mais restent en attente en cas de blessure.
Pour les deux dernières journées, Erasmus laisse Bongi Mbonambi, Frans Malherbe, Pieter-Steph du Toit, Sacha Mngomezulu, Damian de Allende, Cheslin Kolbe et Willie le Roux au repos. De plus, Grant Williams est forfait, Morné van den Berg fait son retour dans le groupe.
| Entraîneur | Entraîneur             | Johan Erasmus                                                                                                   |
| Avants     | Pilier                 | Thomas du Toit, Steven Kitshoff, Vincent Koch, Frans Malherbe, Ox Nché, Gerhard Steenekamp, Jan-Hendrik Wessels |
| Avants     | Talonneur              | Johan Grobbelaar, Malcolm Marx, Bongi Mbonambi                                                                  |
| Avants     | Deuxième ligne         | Eben Etzebeth, Nico Janse van Rensburg, Salmaan Moerat, Ruan Nortjé, RG Snyman                                  |
| Avants     | Troisième ligne aile   | Ben-Jason Dixon, Pieter-Steph du Toit, Siya Kolisi , Marco van Staden                                           |
| Avants     | Troisième ligne centre | Elrigh Louw, Kwagga Smith, Jasper Wiese                                                                         |
| Arrières   | Demi de mêlée          | Jaden Hendrikse, Cobus Reinach, Morné van den Berg, Grant Williams                                              |
| Arrières   | Demi d'ouverture       | Manie Libbok, Sacha Mngomezulu, Handré Pollard                                                                  |
| Arrières   | Centre                 | Lukhanyo Am, Damian de Allende, André Esterhuizen, Jesse Kriel                                                  |
| Arrières   | Ailier                 | Kurt-Lee Arendse, Cheslin Kolbe, Makazole Mapimpi, Canan Moodie                                                 |
| Arrières   | Arrière                | Aphelele Fassi, Willie le Roux                                                                                  |

#### Argentine
Le 31 juillet, le sélectionneur Felipe Contepomi convoque un groupe de trente-et-un joueurs pour les deux premières journées. Par rapport aux tests estivaux, Lucio Cinti, Agustín Creevy, Juan Martín González, Tomás Lavanini, Juan Cruz Mallía et Joel Sclavi sont convoqués. Le jeune capitaine des moins de 20 ans, qui vient de participer au Championnat du monde junior, Efraín Elías est sélectionné pour la première fois. Matías Alemanno, Jerónimo de la Fuente, Lucas Paulos et Guido Petti Pagadizábal ne sont pas appelés.
Pour la troisième et la quatrième journée, le 20 août le sélectionneur dévoile son groupe de joueurs retenus. Luciano Asevedo, Guido Petti Pagadizábal, Santiago Grondona, Rodrigo Isgró, Ignacio Mendy (en) et Justo Piccardo sont les nouveaux convoqués. Martín Bogado, Efraín Elías et Matías Moroni, blessé, ne sont pas conservés.
Trois jours plus tard, le pilier Lucio Sordoni, indisponible pour des raisons personnelles, est remplacé par Pedro Delgado.
Début septembre, après la troisième journée, Agustín Creevy, qui a pris sa retraite internationale, sort du groupe, il est remplacé par Bautista Bernasconi (en). Tomás Cubelli remplace Lautaro Bazán blessé tandis que Matías Alemanno fait son apparition dans le groupe. Quelques jours plus tard, Tomás Cubelli est finalement forfait et remplacé par Eliseo Morales.
Pour les deux dernières journées, le pilier Eduardo Bello, blessé au genou, est forfait. Santiago Cordero n'est également pas retenu. Les piliers Ignacio Calles et Matías Medrano (es) intègrent le groupe, tout comme le troisième ligne Joaquín Moro. De plus, Santiago Pernas connaît également sa première convocation en remplacement de Matías Orlando.
| Entraîneur | Entraîneur             | Felipe Contepomi |
| Avants     | Pilier                 | Eduardo Bello , Ignacio Calles, Pedro Delgado, Thomas Gallo, Matías Medrano (es), Joel Sclavi, Lucio Sordoni, Mayco Vivas |
| Avants     | Talonneur              | Bautista Bernasconi (en), Agustín Creevy, Julián Montoya , Ignacio Ruiz                                                   |
| Avants     | Deuxième ligne         | Matías Alemanno, Luciano Asevedo, Efraín Elías , Tomás Lavanini, Franco Molina, Guido Petti Pagadizábal, Pedro Rubiolo    |
| Avants     | Troisième ligne aile   | Juan Martín González, Santiago Grondona, Marcos Kremer , Pablo Matera, Juan Bautista Pedemonte                            |
| Avants     | Troisième ligne centre | Joaquín Moro, Joaquín Oviedo                                                                                              |
| Arrières   | Demi de mêlée          | Lautaro Bazán , Gonzalo Bertranou, Tomás Cubelli , Gonzalo García, Eliseo Morales                                         |
| Arrières   | Demi d'ouverture       | Tomás Albornoz, Santiago Carreras                                                                                         |
| Arrières   | Centre                 | Santiago Chocobares, Lucio Cinti, Matías Orlando , Justo Piccardo                                                         |
| Arrières   | Ailier                 | Mateo Carreras, Santiago Cordero, Bautista Delguy, Rodrigo Isgró, Ignacio Mendy (en), Matías Moroni , Santiago Pernas     |
| Arrières   | Arrière                | Martín Bogado, Juan Cruz Mallía                                                                                           |

#### Australie
Le 1er août, Joe Schmidt dévoile son groupe de trente-six joueurs retenus. Six joueurs non capés sont sélectionnés : Max Jorgensen, Luke Reimer (en), Hamish Stewart (en), Carlo Tizzano, Corey Toole (en) et Seru Uru (en).
Le 20 août, pour la troisième et la quatrième journée en Argentine, Josh Canham (en), David Feliuai (en), Langi Gleeson, Brandon Paenga-Amosa et Tom Robertson sont convoqués en plus. Le centre Hunter Paisami est forfait pour ces deux journées de la compétition. Filipo Daugunu, Zane Nonggorr, Billy Pollard, Luke Reimer et Seru Uru ne sont pas conservés.
Pour les deux dernières journées, l'arrivée de Fraser McReight et de Hunter Paisami dans le groupe sont les deux seuls changements.
| Entraîneur | Entraîneur             | Joe Schmidt |
| Avants     | Pilier                 | Allan Alaalatoa , Angus Bell, Isaac Aedo Kailea (en), Zane Nonggorr, Tom Robertson, James Slipper, Taniela Tupou |
| Avants     | Talonneur              | Matt Faessler, Josh Nasser (en), Brandon Paenga-Amosa, Billy Pollard                                             |
| Avants     | Deuxième ligne         | Angus Blyth (en), Josh Canham (en), Nick Frost, Lukhan Salakaia-Loto, Seru Uru (en), Jeremy Williams             |
| Avants     | Troisième ligne aile   | Tom Hooper, Fraser McReight, Luke Reimer (en), Carlo Tizzano                                                     |
| Avants     | Troisième ligne centre | Langi Gleeson, Rob Valetini, Harry Wilson                                                                        |
| Arrières   | Demi de mêlée          | Jake Gordon, Tate McDermott, Nic White                                                                           |
| Arrières   | Demi d'ouverture       | Ben Donaldson, Noah Lolesio, Tom Lynagh                                                                          |
| Arrières   | Centre                 | David Feliuai (en), Josh Flook (en), Len Ikitau, Hunter Paisami , Hamish Stewart (en)                            |
| Arrières   | Ailier                 | Filipo Daugunu, Andrew Kellaway, Marika Koroibete, Dylan Pietsch (en), Corey Toole (en)                          |
| Arrières   | Arrière                | Max Jorgensen, Tom Wright                                                                                        |

#### Nouvelle-Zélande
Le 28 juillet, Scott Robertson annonce son groupe de joueurs retenus. Ruben Love est convoqué pour la première fois tandis que Sam Cane, David Havili et Will Jordan font leur retour dans le groupe. Josh Lord est convoqué en tant que joueur additionnel afin de couvrir la blessure du capitaine Scott Barrett.
Pour les deux premières journées, Scott Barrett étant forfait, le capitanat revient à Ardie Savea.
Le 4 août, Harry Plummer est convoqué afin de pallier la blessure de Stephen Perofeta.
Pour la troisième et la quatrième journée, Scott Barrett fait son retour de blessure. Patrick Tuipulotu et Stephen Perofeta sont quant à eux forfaits pour ces deux matchs.
Après la quatrième journée, Fletcher Newell déclare forfait et est remplacé par George Bower.
| Entraîneur | Entraîneur             | Scott Robertson                                                                                                   |
| Avants     | Pilier                 | George Bower, Ethan de Groot, Tyrel Lomax, Fletcher Newell , Pasilio Tosi (en), Ofa Tu'ungafasi, Tamaiti Williams |
| Avants     | Talonneur              | Asafo Aumua, George Bell, Codie Taylor                                                                            |
| Avants     | Deuxième ligne         | Scott Barrett , Sam Darry (en), Josh Lord, Patrick Tuipulotu , Tupou Vaa'i                                        |
| Avants     | Troisième ligne aile   | Ethan Blackadder, Sam Cane, Samipeni Finau, Luke Jacobson, Dalton Papali'i                                        |
| Avants     | Troisième ligne centre | Ardie Savea , Wallace Sititi                                                                                      |
| Arrières   | Demi de mêlée          | Noah Hotham, TJ Perenara, Cortez Ratima                                                                           |
| Arrières   | Demi d'ouverture       | Beauden Barrett, Damian McKenzie, Harry Plummer                                                                   |
| Arrières   | Centre                 | Jordie Barrett, David Havili, Rieko Ioane, Anton Lienert-Brown, Billy Proctor                                     |
| Arrières   | Ailier                 | Caleb Clarke, Will Jordan, Sevu Reece, Mark Telea                                                                 |
| Arrières   | Arrière                | Ruben Love, Stephen Perofeta                                                                                      |

### Arbitres
Les arbitres du Rugby Championship 2024 sont les suivants :
| Rugby Europe | Sudamérica Rugby               | Oceania Rugby |
| --- | ------------------------------ | --- |
| - Matthew Carley - Karl Dickson - Luke Pearce - Christophe Ridley (en) - Hollie Davidson (assistante) - Pierre Brousset - Craig Evans (en) (assistant) - Nika Amashukeli - Andrew Brace - Gianluca Gnecchi (en) (assistant) - Andrea Piardi | - Damián Schneider (assistant) | - Nic Berry (assistant) - Angus Gardner - Jordan Way (en) (assistant) - James Doleman (en) - Ben O'Keeffe - Paul Williams |

## Feuilles de match

### Première journée
| Samedi 10 août 2024 6 h 45 | Australie                                                                                           | 7 - 33 (0 - 21) | Afrique du Sud (bo) | Suncorp Stadium, Brisbane 52 019 spectateurs Arbitre : Luke Pearce |
| Samedi 10 août 2024 6 h 45 | Essai(s) : 1 Paisami (76e) Transformation(s) : 1 Lynagh (77e) Carton(s) jaune(s) : 1 Kellaway (30e) | Rapport         | Essai(s) : 5 Kolisi (10e), du Toit (24e), Arendse (35e, 64e), Smith (62e) Transformation(s) : 4 Mngomezulu (11e, 25e, 36e, 63e) Carton(s) jaune(s) : 3 Marx (67e), van Staden (72e), Kriel (79e) | Suncorp Stadium, Brisbane 52 019 spectateurs Arbitre : Luke Pearce |
| Samedi 10 août 2024 6 h 45 | | Rapport         | | Suncorp Stadium, Brisbane 52 019 spectateurs Arbitre : Luke Pearce |

| Australie · Titulaires · 15 Tom Wright · 14 Andrew Kellaway 30e à 40e · 13 Len Ikitau · 12 Hunter Paisami 76e · 11 Filipo Daugunu 26e · 10 Noah Lolesio 63e · 9 Jake Gordon 59e · 8 Harry Wilson · 7 Carlo Tizzano 63e 68e · 6 Rob Valetini · 5 Lukhan Salakaia-Loto 65e 67e · 4 Nick Frost 55e 65e 67e · 3 Allan Alaalatoa 59e · 2 Matt Faessler 41e · 1 Isaac Aedo Kailea (en) 41e · Remplaçants · 16 Josh Nasser (en) 41e · 17 James Slipper 41e · 18 Zane Nonggorr 59e · 19 Jeremy Williams 55e 67e · 20 Luke Reimer (en) 63e · 21 Tate McDermott 59e · 22 Tom Lynagh 63e · 23 Dylan Pietsch (en) 26e · Entraîneur · Joe Schmidt |  | Afrique du Sud · Titulaires · Willie le Roux 15 · Cheslin Kolbe 14 · 79e Jesse Kriel 13 · 65e Damian de Allende 12 · 35e 64e Kurt-Lee Arendse 11 · 73e 78e Sacha Mngomezulu 10 · 52e Cobus Reinach 9 · 57e Elrigh Louw 8 · Ben-Jason Dixon 7 · 57e 10e Siya Kolisi 6 · 24e Pieter-Steph du Toit 5 · 54e Eben Etzebeth 4 · 54e Frans Malherbe 3 · 28e 73e 78e Bongi Mbonambi 2 · 54e Ox Nché 1 · Remplaçants · 28e 67e à 77e Malcolm Marx 16 · 54e Gerhard Steenekamp 17 · 54e Vincent Koch 18 · 54e Salmaan Moerat 19 · 57e 72e Marco van Staden 20 · 57e 62e Kwagga Smith 21 · 52e Grant Williams 22 · 65e Handré Pollard 23 · Entraîneur · Johan Erasmus |

| Homme du match : Arbitres assistants : Paul Williams Hollie Davidson |

Notes :
- Carlo Tizzano et Luke Reimer (en) font leurs débuts internationaux avec l'Australie[29].
- Initialement prévu en tant que titulaire avec l'Afrique du Sud, RG Snyman déclare forfait à cause d'une blessure. Il est remplacé par Pieter-Steph du Toit qui bascule de la troisième ligne aile à la deuxième ligne tandis que Ben-Jason Dixon intègre le XV de départ. Salmaan Moerat prend place sur le banc[30].

| Samedi 10 août 2024 9 h 5 | Nouvelle-Zélande | 30 - 38 (20 - 17) | Argentine | Wellington Regional Stadium, Wellington 25 000 spectateurs Arbitre : Angus Gardner |
| Samedi 10 août 2024 9 h 5 | Essai(s) : 3 Darry (en) (15e), Lienert-Brown (35e), Telea (52e) Transformation(s) : 3 Damian McKenzie (16e, 36e, 53e) Pénalité(s) : 3 McKenzie (12e, 27e, 47e) | Rapport           | Essai(s) : 3 Cinti (23e), M.Carreras (38e), Molina (43e), Creevy (69e) Transformation(s) : 3 S.Carreras (39e, 44e, 70e) Pénalité(s) : 4 S.Carreras (31e, 50e, 56e, 79e) | Wellington Regional Stadium, Wellington 25 000 spectateurs Arbitre : Angus Gardner |
| Samedi 10 août 2024 9 h 5 | | Rapport           | | Wellington Regional Stadium, Wellington 25 000 spectateurs Arbitre : Angus Gardner |

| Nouvelle-Zélande · Titulaires · 15 Beauden Barrett · 14 Sevu Reece 50e · 13 Anton Lienert-Brown 65e 35e · 12 Jordie Barrett · 11 Mark Telea 52e · 10 Damian McKenzie · 9 TJ Perenara 57e · 8 Ardie Savea · 7 Dalton Papali'i 65e · 6 Ethan Blackadder · 5 Sam Darry (en) 71e 15e · 4 Tupou Vaa'i · 3 Tyrel Lomax 59e · 2 Codie Taylor 65e · 1 Ethan de Groot 59e · Remplaçants · 16 Asafo Aumua 65e · 17 Ofa Tu'ungafasi 59e · 18 Fletcher Newell 59e · 19 Josh Lord 71e · 20 Wallace Sititi 65e · 21 Cortez Ratima 57e · 22 Rieko Ioane 65e · 23 Will Jordan 50e · Entraîneur · Scott Robertson |  | Argentine · Titulaires · Juan Cruz Mallía 15 · Matías Moroni 14 · 23e 64e Lucio Cinti 13 · Santiago Chocobares 12 · 38e Mateo Carreras 11 · Santiago Carreras 10 · Gonzalo Bertranou 9 · 67e Juan Martín González 8 · Marcos Kremer 7 · Pablo Matera 6 · 63e Pedro Rubiolo 5 · 43e 47e Franco Molina 4 · 47e Eduardo Bello 3 · 63e Ignacio Ruiz 2 · 63e Thomas Gallo 1 · Remplaçants · 63e 69e Agustín Creevy 16 · 63e Mayco Vivas 17 · 47e Joel Sclavi 18 · 47e Efraín Elías 19 · 63e Tomás Lavanini 20 · 67e Joaquín Oviedo 21 · Lautaro Bazán 22 · 64e Tomás Albornoz 23 · Entraîneur · Felipe Contepomi |

| Homme du match : Arbitres assistants : Nic Berry Andrea Piardi |

Notes :
- Efraín Elías fait ses débuts internationaux avec l'Argentine[31].

### Deuxième journée
| Samedi 17 août 2024 9 h 5 | (bo) Nouvelle-Zélande | 42 - 10 (35 - 3) | Argentine                                                                                       | Eden Park, Auckland 48 000 spectateurs Arbitre : Andrea Piardi |
| Samedi 17 août 2024 9 h 5 | Essai(s) : 6 McKenzie (6e), Savea (17e), Clarke (24e), Jordan (30e, 42e), B.Barrett (36e) Transformation(s) : 6 McKenzie (7e, 18e, 25e, 31e, 37e, 43e) Carton(s) jaune(s) : 1 Aumua (76e) | Rapport          | Essai(s) : 1 Mallía (72e) Transformation(s) : 1 Albornoz (72e) Pénalité(s) : 1 S.Carreras (12e) | Eden Park, Auckland 48 000 spectateurs Arbitre : Andrea Piardi |
| Samedi 17 août 2024 9 h 5 | | Rapport          |                                                                                                 | Eden Park, Auckland 48 000 spectateurs Arbitre : Andrea Piardi |

| Nouvelle-Zélande · Titulaires · 15 Beauden Barrett 36e · 14 Will Jordan 30e 42e · 13 Rieko Ioane 77e · 12 Jordie Barrett · 11 Caleb Clarke 24e 60e · 10 Damian McKenzie 6e 51e · 9 TJ Perenara 51e · 8 Ardie Savea 17e · 7 Dalton Papali'i 51e · 6 Ethan Blackadder · 5 Sam Darry (en) 55e · 4 Tupou Vaa'i · 3 Tyrel Lomax 51e · 2 Codie Taylor 51e 77e · 1 Tamaiti Williams 53e · Remplaçants · 16 Asafo Aumua 51e 76e · 17 Ofa Tu'ungafasi 53e · 18 Fletcher Newell 51e · 19 Josh Lord 55e · 20 Sam Cane 51e · 21 Cortez Ratima 51e · 22 Anton Lienert-Brown 60e · 23 Mark Telea 51e · Entraîneur · Scott Robertson |  | Argentine · Titulaires · 72e Juan Cruz Mallía 15 · 43e Matías Moroni 14 · Lucio Cinti 13 · Santiago Chocobares 12 · 77e Mateo Carreras 11 · 43e 77e Santiago Carreras 10 · 43e Gonzalo Bertranou 9 · Joaquín Oviedo 8 · Juan Martín González 7 · 51e Pablo Matera 6 · 60e Pedro Rubiolo 5 · Marcos Kremer 4 · 51e Lucio Sordoni 3 · 60e Julián Montoya 2 · 60e Thomas Gallo 1 · Remplaçants · 60e Ignacio Ruiz 16 · 60e Mayco Vivas 17 · 51e Joel Sclavi 18 · 51e Franco Molina 19 · 60e Tomás Lavanini 20 · 43e Lautaro Bazán 21 · 43e Tomás Albornoz 22 · 43e Bautista Delguy 23 · Entraîneur · Felipe Contepomi |

| Homme du match : Arbitres assistants : Angus Gardner Nic Berry |

Notes :
- Avec ce match gagné la Nouvelle-Zélande porte sa série d'invincibilité à l'Eden Park à cinquante rencontres d'affilée.

| Samedi 17 août 2024 11 h 55 | Australie                                                                         | 12 - 30 (9 - 11) | Afrique du Sud (bd) | Perth Stadium, Perth 58 197 spectateurs Arbitre : Paul Williams |
| Samedi 17 août 2024 11 h 55 | Pénalité(s) : 4 Lolesio (3e, 21e, 36e, 47e) Carton(s) jaune(s) : 1 Uru (en) (76e) | Rapport          | Essai(s) : 4 Fassi (17e), van Staden (43e), Marx (63e, 73e) Transformation(s) : Mngomezulu (44e), Pollard (74e) Pénalité(s) : 2 Mngomezulu (16e, 26e) | Perth Stadium, Perth 58 197 spectateurs Arbitre : Paul Williams |
| Samedi 17 août 2024 11 h 55 |                                                                                   | Rapport          | | Perth Stadium, Perth 58 197 spectateurs Arbitre : Paul Williams |

| Australie · Titulaires · 15 Tom Wright · 14 Andrew Kellaway · 13 Len Ikitau · 12 Hunter Paisami 48e · 11 Marika Koroibete · 10 Noah Lolesio 71e · 9 Nic White 61e · 8 Harry Wilson · 7 Carlo Tizzano 49e 50e · 6 Rob Valetini · 5 Lukhan Salakaia-Loto · 4 Angus Blyth (en) 58e · 3 Allan Alaalatoa 41e · 2 Josh Nasser (en) 55e · 1 Angus Bell 41e · Remplaçants · 16 Billy Pollard 49e · 17 James Slipper 41e 49e · 18 Zane Nonggorr 41e · 19 Tom Hooper 58e · 20 Seru Uru (en) 55e 76e · 21 Tate McDermott 61e · 22 Ben Donaldson 71e · 23 Max Jorgensen 48e · Entraîneur · Joe Schmidt |  | Afrique du Sud · Titulaires · 17e Aphelele Fassi 15 · Cheslin Kolbe 14 · Jesse Kriel 13 · 71e Lukhanyo Am 12 · Makazole Mapimpi 11 · 60e Sacha Mngomezulu 10 · 50e Morné van den Berg 9 · 58e Elrigh Louw 8 · Pieter-Steph du Toit 7 · 43e Marco van Staden 6 · Ruan Nortjé 5 · 17e Salmaan Moerat 4 · 51e Thomas du Toit 3 · 45e Johan Grobbelaar 2 · 45e Jan-Hendrik Wessels 1 · Remplaçants · 45e 63e 73e Malcolm Marx 16 · 45e Ox Nché 17 · 51e Vincent Koch 18 · 17e Eben Etzebeth 19 · 58e Kwagga Smith 20 · 50e Grant Williams 21 · 71e Manie Libbok 22 · 60e Handré Pollard 23 · Entraîneur · Johan Erasmus |

| Homme du match : Arbitres assistants : Luke Pearce Hollie Davidson |

Notes :
- Seru Uru (en) et Max Jorgensen font leurs débuts internationaux.

### Troisième journée
| Samedi 31 août 2024 17 h | Afrique du Sud | 31 - 27 (11 - 13) | Nouvelle-Zélande (bd) | Ellis Park Stadium, Johannesbourg 62 000 spectateurs Arbitre : Andrew Brace |
| Samedi 31 août 2024 17 h | Essai(s) : 3 Mbonambi (16e), Smith (68e), Grant Williams (74e) Transformation(s) : 2 Mngomezulu (69e, 75e) Pénalité(s) : 4 Mngomezulu (29e, 36e, 45e, 49e) Carton(s) jaune(s) : 1 Fassi (6e) | Rapport           | Essai(s) : 4 Taylor (6e), Clarke (32e, 51e), J.Barrett (41e) Transformation(s) : 2 McKenzie (7e, 41e) Pénalité(s) : 1 McKenzie (47e) Carton(s) jaune(s) : 1 Tu'ungafasi (68e) | Ellis Park Stadium, Johannesbourg 62 000 spectateurs Arbitre : Andrew Brace |
| Samedi 31 août 2024 17 h | | Rapport           | | Ellis Park Stadium, Johannesbourg 62 000 spectateurs Arbitre : Andrew Brace |

| Afrique du Sud · Titulaires · 15 Aphelele Fassi 6e à 16e · 14 Cheslin Kolbe · 13 Jesse Kriel · 12 Damian de Allende · 11 Kurt-Lee Arendse 49e · 10 Sacha Mngomezulu · 9 Cobus Reinach 44e · 8 Jasper Wiese 44e · 7 Ben-Jason Dixon 38e · 6 Siya Kolisi 61e · 5 Ruan Nortjé 26e 38e 51e 61e · 4 Pieter-Steph du Toit · 3 Frans Malherbe 44e · 2 Bongi Mbonambi 16e 44e · 1 Ox Nché 44e · Remplaçants · 16 Malcolm Marx 44e · 17 Gerhard Steenekamp 44e · 18 Vincent Koch 44e · 19 Eben Etzebeth 26e · 20 Elrigh Louw 44e · 21 Kwagga Smith 51e 68e · 22 Grant Williams 44e 74e · 23 Handré Pollard 49e · Entraîneur · Johan Erasmus |  | Nouvelle-Zélande · Titulaires · Beauden Barrett 15 · 66e Will Jordan 14 · Rieko Ioane 13 · 41e Jordie Barrett 12 · 32e 51e 64e Caleb Clarke 11 · Damian McKenzie 10 · 66e TJ Perenara 9 · Ardie Savea 8 · Sam Cane 7 · 70e Ethan Blackadder 6 · 70e Tupou Vaa'i 5 · Scott Barrett 4 · 59e Tyrel Lomax 3 · 66e 6e Codie Taylor 2 · 56e Tamaiti Williams 1 · Remplaçants · 66e Asafo Aumua 16 · 56e 68e à 78e Ofa Tu'ungafasi 17 · 59e Fletcher Newell 18 · 70e Sam Darry (en) 19 · 70e Samipeni Finau 20 · 66e Cortez Ratima 21 · 64e Anton Lienert-Brown 22 · 66e Mark Telea 23 · Entraîneur · Scott Robertson |

| Homme du match : Arbitres assistants : Matthew Carley Jordan Way (en) |

Notes :
| Samedi 31 août 2024 21 h | (bd) Argentine | 19 - 20 (13 - 7) | Australie | Stade Jorge Luis Hirschi (en), La Plata Arbitre : James Doleman (en) |
| Samedi 31 août 2024 21 h | Essai(s) : 1 González (15e) Transformation(s) : 1 S.Carreras (16e) Pénalité(s) : 4 S.Carreras (12e, 35e, 45e), Albornoz (70e) | Rapport          | Essai(s) : 2 Gordon (28e), Valetini (50e) Transformation(s) : 2 Lolesio (28e, 51e) Pénalité(s) : 2 Lolesio (59e), Donaldson (80e+1) | Stade Jorge Luis Hirschi (en), La Plata Arbitre : James Doleman (en) |
| Samedi 31 août 2024 21 h | | Rapport          | | Stade Jorge Luis Hirschi (en), La Plata Arbitre : James Doleman (en) |

| Argentine · Titulaires · 15 Juan Cruz Mallía · 14 Santiago Cordero 62e · 13 Lucio Cinti · 12 Santiago Chocobares · 11 Mateo Carreras · 10 Santiago Carreras 73e · 9 Gonzalo Bertranou 62e · 8 Juan Martín González 15e 51e 62e · 7 Marcos Kremer · 6 Pablo Matera · 5 Pedro Rubiolo 2e · 4 Franco Molina 45e · 3 Joel Sclavi 45e · 2 Julián Montoya · 1 Thomas Gallo 62e · Remplaçants · 16 Agustín Creevy 73e · 17 Mayco Vivas 70e · 18 Eduardo Bello 45e · 19 Guido Petti Pagadizábal 45e · 20 Tomás Lavanini 2e 62e · 21 Santiago Grondona 51e 62e 62e · 22 Gonzalo García 62e · 23 Tomás Albornoz 62e · Entraîneur · Felipe Contepomi |  | Australie · Titulaires · Tom Wright 15 · 67e Andrew Kellaway 14 · Len Ikitau 13 · Hamish Stewart (en) 12 · Marika Koroibete 11 · 76e Noah Lolesio 10 · 28e 67e Jake Gordon 9 · Harry Wilson 8 · 74e Carlo Tizzano 7 · 50e Rob Valetini 6 · 48e Lukhan Salakaia-Loto 5 · Nick Frost 4 · 48e Taniela Tupou 3 · 65e Matt Faessler 2 · 56e 74e Angus Bell 1 · Remplaçants · 65e Josh Nasser (en) 16 · 56e Isaac Aedo Kailea (en) 17 · 48e Allan Alaalatoa 18 · 48e Jeremy Williams 19 · 74e Langi Gleeson 20 · 67e Tate McDermott 21 · 76e Ben Donaldson 22 · 67e Max Jorgensen 23 · Entraîneur · Joe Schmidt |

| Homme du match : Arbitres assistants : Ben O'Keeffe Pierre Brousset |

Notes :

### Quatrième journée
| Samedi 7 septembre 2024 17 h | Afrique du Sud | 18 - 12 (3 - 9) | Nouvelle-Zélande (bd)                                                                           | Cape Town Stadium, Le Cap 57 733 spectateurs Arbitre : Matthew Carley |
| Samedi 7 septembre 2024 17 h | Essai(s) : 2 Kolisi (49e), Marx (74e) Transformation(s) : 1 Pollard (50e) Pénalité(s) : 2 Pollard (32e), Mngomezulu (54e) Carton(s) jaune(s) : 2 Wiese (14e), le Roux (62e) | Rapport         | Pénalité(s) : 4 McKenzie (15e, 29e, 40e+1, 59e) Carton(s) jaune(s) : 2 Reece (16e), Lomax (73e) | Cape Town Stadium, Le Cap 57 733 spectateurs Arbitre : Matthew Carley |
| Samedi 7 septembre 2024 17 h | | Rapport         |                                                                                                 | Cape Town Stadium, Le Cap 57 733 spectateurs Arbitre : Matthew Carley |

| Afrique du Sud · Titulaires · 15 Willie le Roux 62e à 72e · 14 Canan Moodie 46e · 13 Jesse Kriel · 12 Damian de Allende · 11 Cheslin Kolbe · 10 Handré Pollard 53e · 9 Grant Williams 60e · 8 Jasper Wiese 14e à 24e 53e · 7 Pieter-Steph du Toit · 6 Siya Kolisi 49e 56e · 5 Ruan Nortjé · 4 Eben Etzebeth · 3 Frans Malherbe 53e · 2 Bongi Mbonambi 46e · 1 Ox Nché 54e · Remplaçants · 16 Malcolm Marx 46e 74e · 17 Gerhard Steenekamp 54e · 18 Vincent Koch 53e · 19 Kwagga Smith 56e · 20 Elrigh Louw 53e · 21 Jaden Hendrikse 60e · 22 Sacha Mngomezulu 53e · 23 Lukhanyo Am 46e · Entraîneur · Johan Erasmus |  | Nouvelle-Zélande · Titulaires · 60e Will Jordan 15 · 16e à 26e Sevu Reece 14 · 76e Rieko Ioane 13 · Jordie Barrett 12 · 50e Mark Telea 11 · Damian McKenzie 10 · 50e Cortez Ratima 9 · Ardie Savea 8 · Sam Cane 7 · 60e Wallace Sititi 6 · Tupou Vaa'i 5 · Scott Barrett 4 · 73e Tyrel Lomax 3 · 18e 27e Codie Taylor 2 · 78e Tamaiti Williams 1 · Remplaçants · 18e 27e Asafo Aumua 16 · 78e Ofa Tu'ungafasi 17 · 76e Fletcher Newell 18 · Sam Darry (en) 19 · 60e Luke Jacobson 20 · 50e TJ Perenara 21 · 50e Anton Lienert-Brown 22 · 60e Beauden Barrett 23 · Entraîneur · Scott Robertson |

| Homme du match : Arbitres assistants : Andrew Brace Jordan Way (en) |

Notes :
| Samedi 7 septembre 2024 21 h | (bo) Argentine | 67 - 27 (17 - 20) | Australie | Stade Brigadier-Général-Estanislao-López, Santa Fe 30 000 spectateurs Arbitre : Pierre Brousset |
| Samedi 7 septembre 2024 21 h | Essai(s) : 9 M.Carreras (30e), Montoya (36e), González (47e), Matera (56e), Oviedo (63e, 76e), Mallía (71e, 74e), Cinti (80e) Transformation(s) : 8 Albornoz (31e, 37e, 48e, 57e, 64e, 75e), S.Carreras (77e, 80e+1) Pénalité(s) : 2 Albornoz (2e, 62e) | Rapport           | Essai(s) : 3 Tizzano (14e), Kellaway (28e), McDermott (68e) Transformation(s) : 3 Donaldson (15e, 29e), Lynagh (69e) Pénalité(s) : 2 Donaldson (5e, 21e) Carton(s) jaune(s) : 1 Kellaway (80e) | Stade Brigadier-Général-Estanislao-López, Santa Fe 30 000 spectateurs Arbitre : Pierre Brousset |
| Samedi 7 septembre 2024 21 h | | Rapport           | | Stade Brigadier-Général-Estanislao-López, Santa Fe 30 000 spectateurs Arbitre : Pierre Brousset |

| Argentine · Titulaires · 15 Juan Cruz Mallía 71e 74e · 14 Bautista Delguy 41e · 13 Lucio Cinti 80e · 12 Santiago Chocobares · 11 Mateo Carreras 30e · 10 Tomás Albornoz · 9 Gonzalo Bertranou 71e · 8 Juan Martín González 47e · 7 Marcos Kremer · 6 Pablo Matera 56e 68e · 5 Tomás Lavanini 47e · 4 Guido Petti Pagadizábal 59e · 3 Joel Sclavi 47e 73e · 2 Julián Montoya 36e 66e · 1 Thomas Gallo 71e · Remplaçants · 16 Ignacio Ruiz 66e · 17 Mayco Vivas 71e · 18 Eduardo Bello 47e 73e · 19 Franco Molina 59e · 20 Joaquín Oviedo 47e 63e 76e · 21 Santiago Grondona 68e · 22 Gonzalo García 71e · 23 Santiago Carreras 41e · Entraîneur · Felipe Contepomi |  | Australie · Titulaires · 28e 80e Andrew Kellaway 15 · Max Jorgensen 14 · 66e Len Ikitau 13 · Hamish Stewart (en) 12 · Marika Koroibete 11 · 56e Ben Donaldson 10 · 56e Jake Gordon 9 · Harry Wilson 8 · 14e Carlo Tizzano 7 · 59e Rob Valetini 6 · Jeremy Williams 5 · 66e Nick Frost 4 · 36e Taniela Tupou 3 · 47e Matt Faessler 2 · 41e Angus Bell 1 · Remplaçants · 47e Josh Nasser (en) 16 · 41e James Slipper 17 · 36e Allan Alaalatoa 18 · 66e Josh Canham (en) 19 · 59e Langi Gleeson 20 · 56e 68e Tate McDermott 21 · 56e Tom Lynagh 22 · 66e Josh Flook (en) 23 · Entraîneur · Joe Schmidt |

| Homme du match : Arbitres assistants : Ben O'Keeffe James Doleman (en) |

Notes :

### Cinquième journée
| Samedi 21 septembre 2024 7 h 45 | (bd) Australie | 28 - 31 (14 - 28) | Nouvelle-Zélande | Stadium Australia, Sydney 68 061 spectateurs Arbitre : Karl Dickson |
| Samedi 21 septembre 2024 7 h 45 | Essai(s) : 4 McReight (18e), Faessler (36e), Paisami (65e), Wright (79e) Transformation(s) : 4 Lolesio (19e, 37e, 66e, 79e) | Rapport           | Essai(s) : 4 Jordan (2e), Ioane (9e), Clarke (15e), Savea (25e) Transformation(s) : 4 McKenzie (3e, 10e, 16e, 26e) Pénalité(s) : 1 McKenzie (45e) Carton(s) jaune(s) : 2 Lienert-Brown (65e), Clarke (72e) | Stadium Australia, Sydney 68 061 spectateurs Arbitre : Karl Dickson |
| Samedi 21 septembre 2024 7 h 45 | | Rapport           | | Stadium Australia, Sydney 68 061 spectateurs Arbitre : Karl Dickson |

| Australie · Titulaires · 15 Tom Wright 79e · 14 Andrew Kellaway · 13 Len Ikitau · 12 Hunter Paisami 65e · 11 Marika Koroibete 64e · 10 Noah Lolesio · 9 Nic White 62e · 8 Harry Wilson · 7 Fraser McReight 18e · 6 Rob Valetini 68e · 5 Jeremy Williams · 4 Nick Frost 56e · 3 Taniela Tupou 45e · 2 Matt Faessler 36e 53e · 1 Angus Bell 50e 71e · Remplaçants · 16 Brandon Paenga-Amosa 53e · 17 James Slipper 50e 71e · 18 Allan Alaalatoa 45e · 19 Lukhan Salakaia-Loto 56e · 20 Langi Gleeson 68e · 21 Tate McDermott 62e · 22 Tom Lynagh · 23 Dylan Pietsch (en) 64e · Entraîneur · Joe Schmidt |  | Nouvelle-Zélande · Titulaires · 2e Will Jordan 15 · 77e Sevu Reece 14 · 9e Rieko Ioane 13 · 41e Jordie Barrett 12 · 15e 72e Caleb Clarke 11 · Damian McKenzie 10 · 58e Cortez Ratima 9 · 25e Ardie Savea 8 · 64e Sam Cane 7 · Wallace Sititi 6 · 66e Tupou Vaa'i 5 · Scott Barrett 4 · 71e Tyrel Lomax 3 · 62e Codie Taylor 2 · 41e Ethan de Groot 1 · Remplaçants · 62e Asafo Aumua 16 · 41e Tamaiti Williams 17 · 71e Pasilio Tosi (en) 18 · 66e Sam Darry (en) 19 · 64e Luke Jacobson 20 · 58e TJ Perenara 21 · 41e 65e à 75e Anton Lienert-Brown 22 · 77e Harry Plummer 23 · Entraîneur · Scott Robertson |

| Homme du match : Arbitres assistants : Nika Amashukeli Damián Schneider |

Notes :
| Samedi 21 septembre 2024 23 h | Argentine | 29 - 28 (26 - 22) | Afrique du Sud (bd) | Stade Único Madre de Ciudades, Santiago del Estero 25 000 spectateurs Arbitre : Christophe Ridley (en) |
| Samedi 21 septembre 2024 23 h | Essai(s) : 4 M.Carreras (14e), Matera (21e), Sclavi (26e), Albornoz (34e) Transformation(s) : 3 Albornoz (15e, 22e, 35e) Pénalité(s) : 1 Albornoz (68e) | Rapport           | Essai(s) : 3 Fassi (3e), Kriel (7e), Reinach (38e) Transformation(s) : 2 Pollard (4e, 8e) Pénalité(s) : 3 Pollard (12e, 43e, Libbok (50e) Carton(s) jaune(s) : 1 Arendse (17e) | Stade Único Madre de Ciudades, Santiago del Estero 25 000 spectateurs Arbitre : Christophe Ridley (en) |
| Samedi 21 septembre 2024 23 h | | Rapport           | | Stade Único Madre de Ciudades, Santiago del Estero 25 000 spectateurs Arbitre : Christophe Ridley (en) |

| Argentine · Titulaires · 15 Juan Cruz Mallía · 14 Bautista Delguy 51e · 13 Lucio Cinti 76e · 12 Santiago Chocobares · 11 Mateo Carreras 14e · 10 Tomás Albornoz 34e · 9 Gonzalo Bertranou 48e · 8 Joaquín Oviedo · 7 Marcos Kremer 63e · 6 Pablo Matera 21e 56e · 5 Pedro Rubiolo · 4 Franco Molina 56e · 3 Joel Sclavi 26e 60e · 2 Julián Montoya · 1 Thomas Gallo 60e · Remplaçants · 16 Ignacio Ruiz 63e · 17 Ignacio Calles 60e · 18 Pedro Delgado 60e · 19 Guido Petti Pagadizábal 56e · 20 Juan Martín González 56e · 21 Gonzalo García 48e · 22 Santiago Carreras 51e · 23 Matías Moroni 76e · Entraîneur · Felipe Contepomi |  | Afrique du Sud · Titulaires · 3e Aphelele Fassi 15 · 17e à 27e Kurt-Lee Arendse 14 · 7e Jesse Kriel 13 · Lukhanyo Am 12 · Makazole Mapimpi 11 · 48e Handré Pollard 10 · 38e 55e Cobus Reinach 9 · Jasper Wiese 8 · 48e Ben-Jason Dixon 7 · 48e Marco van Staden 6 · 72e Ruan Nortjé 5 · 48e 72e Salmaan Moerat 4 · 48e Thomas du Toit 3 · 70e Malcolm Marx 2 · 65e Ox Nché 1 · Remplaçants · 70e Jan-Hendrik Wessels 16 · 65e Gerhard Steenekamp 17 · 48e Vincent Koch 18 · 48e Eben Etzebeth 19 · 48e Elrigh Louw 20 · 48e Kwagga Smith 21 · 55e Jaden Hendrikse 22 · 48e Manie Libbok 23 · Entraîneur · Johan Erasmus |

| Homme du match : Arbitres assistants : Matthew Carley Gianluca Gnecchi (en) |

Notes :

### Sixième journée
| Samedi 28 septembre 2024 9 h 5 | (bo) Nouvelle-Zélande | 33 - 13 (19 - 13) | Australie                                                                                        | Wellington Regional Stadium, Wellington Arbitre : Nika Amashukeli |
| Samedi 28 septembre 2024 9 h 5 | Essai(s) : 5 Reece (16e), Jordan (22e), Clarke (40e+1, 64e), Williams (55e) Transformation(s) : 4 B.Barrett (23e, 40e+2, 56e, 66e) Carton(s) jaune(s) : 1 Clarke (77e) | Rapport           | Essai(s) : 1 McReight (8e) Transformation(s) : 1 Lolesio (9e) Pénalité(s) : 2 Lolesio (19e, 37e) | Wellington Regional Stadium, Wellington Arbitre : Nika Amashukeli |
| Samedi 28 septembre 2024 9 h 5 | | Rapport           |                                                                                                  | Wellington Regional Stadium, Wellington Arbitre : Nika Amashukeli |

| Nouvelle-Zélande · Titulaires · 15 Will Jordan 22e · 14 Sevu Reece 16e 62e · 13 Rieko Ioane 66e · 12 Anton Lienert-Brown · 11 Caleb Clarke 41e 64e 77e · 10 Beauden Barrett · 9 TJ Perenara 62e · 8 Ardie Savea · 7 Sam Cane 67e · 6 Wallace Sititi · 5 Tupou Vaa'i 62e · 4 Scott Barrett · 3 Tyrel Lomax 66e · 2 Codie Taylor 66e · 1 Ethan de Groot 52e · Remplaçants · 16 Asafo Aumua 66e · 17 Tamaiti Williams 52e 55e · 18 Pasilio Tosi (en) 66e · 19 Patrick Tuipulotu 62e · 20 Luke Jacobson 67e · 21 Cortez Ratima 62e · 22 Damian McKenzie 62e · 23 David Havili 66e · Entraîneur · Scott Robertson |  | Australie · Titulaires · Tom Wright 15 · Andrew Kellaway 14 · 75e Len Ikitau 13 · Hunter Paisami 12 · 63e Dylan Pietsch (en) 11 · Noah Lolesio 10 · 60e Jake Gordon 9 · Harry Wilson 8 · 8e Fraser McReight 7 · 60e Rob Valetini 6 · Jeremy Williams 5 · 58e Nick Frost 4 · 44e Taniela Tupou 3 · 49e Matt Faessler 2 · 60e Angus Bell 1 · Remplaçants · 49e Brandon Paenga-Amosa 16 · 60e Isaac Aedo Kailea (en) 17 · 44e Allan Alaalatoa 18 · 58e Lukhan Salakaia-Loto 19 · 60e Langi Gleeson 20 · 60e Tate McDermott 21 · 75e Ben Donaldson 22 · 63e Josh Flook (en) 23 · Entraîneur · Joe Schmidt |

| Homme du match : Arbitres assistants : Karl Dickson Damián Schneider |

Notes :
| Samedi 28 septembre 2024 17 h | (bo) Afrique du Sud | 48 - 7 (27 - 7) | Argentine | Stade Mbombela, Mbombela Arbitre : Ben O'Keeffe |
| Samedi 28 septembre 2024 17 h | Essai(s) : 7 Fassi (8e, 33e), P.du Toit (14e, 73e), Kolbe (38e), Marx (69e), Kriel (77e) Transformation(s) : 5 Hendrikse (9e, 15e), Pollard (70e, 74e, 78e) Pénalité(s) : 1 Hendrikse (22e) | Rapport         | Essai(s) : 1 Albornoz (19e) Transformation(s) : 1 Albornoz (20e) Carton(s) jaune(s) : 2 M.Carreras (29e), S.Carreras (68e) Carton(s) rouge(s) : 1 Matera (55e) | Stade Mbombela, Mbombela Arbitre : Ben O'Keeffe |
| Samedi 28 septembre 2024 17 h | | Rapport         | | Stade Mbombela, Mbombela Arbitre : Ben O'Keeffe |

| Afrique du Sud · Titulaires · 15 Aphelele Fassi 8e 33e · 14 Cheslin Kolbe 38e · 13 Jesse Kriel 77e · 12 Damian de Allende 57e · 11 Kurt-Lee Arendse · 10 Manie Libbok 67e · 9 Jaden Hendrikse 57e · 8 Jasper Wiese 53e · 7 Pieter-Steph du Toit 14e 73e · 6 Siya Kolisi 60e · 5 Ruan Nortjé · 4 Eben Etzebeth · 3 Frans Malherbe 44e · 2 Bongi Mbonambi 44e · 1 Ox Nché 53e · Remplaçants · 16 Malcolm Marx 44e 69e · 17 Gerhard Steenekamp 53e · 18 Vincent Koch 44e · 19 Elrigh Louw 60e · 20 Kwagga Smith 53e · 21 Cobus Reinach 57e · 22 Handré Pollard 67e · 23 Lukhanyo Am 57e · Entraîneur · Johan Erasmus |  | Argentine · Titulaires · 68e à 78e Santiago Carreras 15 · 37e Rodrigo Isgró 14 · Matías Moroni 13 · 26e Santiago Chocobares 12 · 29e à 39e Mateo Carreras 11 · 19e Tomás Albornoz 10 · 68e Gonzalo García 9 · Joaquín Oviedo 8 · 44e Santiago Grondona 7 · 37e 41e Juan Martín González 6 · 49e Tomás Lavanini 5 · Pedro Rubiolo 4 · 49e Joel Sclavi 3 · 57e Julián Montoya 2 · 57e Thomas Gallo 1 · Remplaçants · 57e Ignacio Ruiz 16 · 57e Ignacio Calles 17 · 49e Pedro Delgado 18 · 49e Franco Molina 19 · 37e 41e 44e Pablo Matera 20 · 68e Lautaro Bazán 21 · 26e Lucio Cinti 22 · 37e Juan Cruz Mallía 23 · Entraîneur · Felipe Contepomi |

| Homme du match : Arbitres assistants : James Doleman (en) Craig Evans (en) |

Notes :

## Statistiques

### Meilleurs réalisateurs
Le demi d'ouverture néo-zélandais Damian McKenzie est le meilleur réalisateur de la compétition avec 62 points inscrits dont un essai, 15 transformations et neuf pénalités.
| Rang | Joueur            | Équipe           | Points | Essais | Transf. | Pén. | Drops |
| ---- | ----------------- | ---------------- | ------ | ------ | ------- | ---- | ----- |
| 1    | Damian McKenzie   | Nouvelle-Zélande | 62     | 1      | 15      | 9    | 0     |
| 2    | Tomás Albornoz    | Argentine        | 44     | 2      | 11      | 4    | 0     |
| 3    | Santiago Carreras | Argentine        | 36     | 0      | 6       | 8    | 0     |
| 4    | Noah Lolesio      | Australie        | 35     | 0      | 7       | 7    | 0     |
| -    | Sacha Mngomezulu  | Afrique du Sud   | 35     | 0      | 7       | 7    | 0     |

### Meilleurs marqueurs
Caleb Clarke, ailier de la Nouvelle-Zélande, termine meilleur marqueur de la compétition avec six essais inscrits en quatre matchs.
| Rang | Joueur               | Équipe           | Essais |
| ---- | -------------------- | ---------------- | ------ |
| 1    | Caleb Clarke         | Nouvelle-Zélande | 6      |
| 2    | Aphelele Fassi       | Afrique du Sud   | 4      |
| -    | Will Jordan          | Nouvelle-Zélande | 4      |
| -    | Malcolm Marx         | Afrique du Sud   | 4      |
| 5    | Mateo Carreras       | Argentine        | 3      |
| -    | Pieter-Steph du Toit | Afrique du Sud   | 3      |
| -    | Juan Cruz Mallía     | Argentine        | 3      |

## Bilan de la compétition
À l'issue de la compétition, l'Afrique du Sud, double championne du monde en titre, connaît son cinquième succès dans la compétition, son premier depuis 2019.
La Nouvelle-Zélande termine à la deuxième place avec trois victoires et trois défaites devant l'Argentine avec le même nombre de victoire et de défaite. L'Australie réalise un mauvais tournoi avec seulement une victoire en six matchs,.
Durant la compétition, l'Argentine bat pour la première fois de son histoire les trois autres équipes. Elle devient la troisième équipe à réaliser cette performance sur une année après l'Angleterre en 2002 et 2003 et l'Irlande en 2016 et 2022.